# فرودگاه چیچیهار سان‌جیازی
فرودگاه چیچیهار سان‌جیازی (به انگلیسی: Qiqihar Sanjiazi Airport) یک فرودگاه نظامی و همگانی با کد یاتا NDG است که یک باند فرود بتن دارد و طول باند آن ۲۶۰۰ متر است. این فرودگاه در کشور چین قرار دارد و در ارتفاع ۱۴۵ متری از سطح دریا واقع شده‌است.

## شرکت‌های هواپیمایی و مقصدهای پروازی

### مسافری
| شرکت‌های هواپیمایی                             | مقصدهای پروازی                                         |
| --------------------------------------------- | ------------------------------------------------------ |
| ایر چاینا                                     | پکن                                                    |
| آسیانا ایرلاینز                               | چارتر فصلی: اینچئون                                    |
| هواپیمایی شرقی چین                            | دالیان ژووشویزی، جینان یاکیانگ، شانگهای پودنگ          |
| هواپیمایی شرقی چین اجرا توسط شانگهای ایرلاینز | کینگدائو لیوتینگ، شانگهای هونگچیائو                    |
| هواپیمایی جنوبی چین                           | دالیان ژووشویزی، بایون گوآنگجو، شانگهای پودنگ، شنژن بن |
| چاینا یونایتد ایرلاینز                        | پکن نانیوان، فوشان شادی                                |
| هاینان ایرلاینز                               | پکن                                                    |
| ججو ایر                                       | چارتر: اینچئون                                         |